# CYNE
CYNE (sigla de "Cultivating Your New Experience", que pode ser traduzido como "Cultivando a Sua Nova Experiência" e é pronunciada como "sáin") é uma banda de hip hop fundada na Flórida, Estados Unidos, em 2000. Já trabalharam com nomes como Nujabes e Four Tet.

## Discografia

### Álbuns
- Time Being (2003)
- Cyne (Collection 1999-2003) (2003)
- Evolution Fight (2005)
- Starship Utopia (2008)
- Pretty Dark Things (2008)
- Water for Mars (2009)

### EP's
- Growing EP (2004)
- Running Water EP (2005)
- Grey Matter EP (2007)